# Britt (Vorname)
Britt (auch Brit, norwegisch) ist ein weiblicher Vorname, der gelegentlich auch als männlicher Vorname Verwendung findet. Als weiblicher Name ist er eine skandinavische Kurzform der Namen Birgitta / Brigitte oder eine Kurzform für Britney / Brittany.

## Namensträgerinnen
- Britt Allcroft (1943–2024), britische Filmproduzentin, Regisseurin, Drehbuchautorin und Schauspielerin
- Brit Andresen (* 1945), norwegisch-australische Architektin und Hochschullehrerin
- Britt Arenander (1941–2022), schwedische Schriftstellerin, Übersetzerin und Journalistin
- Britt Beyer (* 1968), deutsche Filmschaffende
- Britt Dillmann (* 1963), deutsche Rollstuhlbasketballspielerin
- Britt Ekland (* 1942), schwedische Schauspielerin
- Britt Goodwin (* 1983), britische Handballspielerin
- Britt Hagedorn (* 1972), deutsche Fernsehmoderatorin
- Britt Irvin (* 1984), kanadische Schauspielerin und Synchronsprecherin
- Britt Janyk (* 1980), kanadische Skirennläuferin
- Britt Kersten (* 1939), deutsche Schlagersängerin
- Britt Lafforgue (* 1948), französische Skirennläuferin
- Britt Lower (* 1985), US-amerikanische Schauspielerin
- Brit Marling (* 1982), US-amerikanische Drehbuchautorin, Filmproduzentin, Regisseurin und Schauspielerin
- Britt McKillip (* 1991), kanadische Schauspielerin
- Brit Morgan (* 1987), US-amerikanische Schauspielerin
- Britt Nicole (* 1984), US-amerikanische Rocksängerin
- Brit Pettersen (* 1961), norwegische Skilangläuferin
- Britt Richardson (* 2003), kanadische Skirennläuferin
- Britt Robertson (* 1990), US-amerikanische Schauspielerin
- Brit Sandaune (* 1972), norwegische Fußballspielerin
- Britt Ummels (* 1993), niederländische Leichtathletin (Mittelstreckenlauf)
- Brit Volden (* 1960), norwegische Orientierungsläuferin

Zweitname
- Gun-Brit Barkmin (* 1971), deutsche Opernsängerin und Konzertsolistin (Sopran)
- Gun-Britt Sundström (* 1945), schwedische Schriftstellerin, Übersetzerin und Literaturkritikerin
- Eva-Britt Svensson (* 1946), schwedische Politikerin
- Gun-Britt Tödter (* 1967), deutsche Autorin von Fantasy-Romanen

## Namensträger
- Britt Assombalonga (* 1992), kongolesischer Fußballspieler
- Britt George (* 1971), US-amerikanischer Schauspieler und Filmproduzent
- Britt Lomond (1925–2006), US-amerikanischer Schauspieler und TV-Produzent
- Brit Selby (* 1945), kanadischer Eishockeyspieler
- Britt Woodman (1920–2000), US-amerikanischer Jazzposaunist

## Nachweise
1. ↑  https://www.behindthename.com/name/britt